# Nijemet
Nijemet (mađ. Németi) je nekad bilo samostalno selo u južnoj Mađarskoj.

## Zemljopisni položaj
Nalazi se na 45°56'55" sjeverne zemljopisne širine i 18°14'15" istočne zemljopisne dužine, južno od Pečuha, 3,6 km južno od Pogana.

## Upravna organizacija
Nalazi se u Pečuškoj mikroregiji u Baranjskoj županiji.
U siječnju 1977. je selo Nijemet upravno spojeno sa selom Salantom.
Upravno sjedinjenje je sprovedeno i na crkvenoj razini, tako da danas postoji nijemetsko-salantska župa.
U Nijemetu živi zajednica Hrvata iz skupine Bošnjaka.

## Poznate osobe
- Bela Horvat, prevoditelj djela Sandora Petofija[4]
- Začasni kanonik Đakovsko-srijemske biskupije Stjepan Zagorac 40 je godina bio župnik župe Nijemet-Salanta.[5][6]

## Vanjske poveznice
- Nijemet